# WISE 1928+2356
WISE 1928+2356 (= WISE J192841.35+235604.9) is een bruine dwerg met een spectraalklasse van T6. De ster bevindt zich 22,28 lichtjaar van de zon.